# Pinacoteca Querini Stampalia
La Pinacoteca Querini Stampalia è una collezione d'arte e museo di Venezia. Situata all'interno di Palazzo Querini Stampalia, nel sestiere di Castello, sulla riva sinistra del Canal Grande, essa include opere celebri come l'Autoritratto e Adamo ed Eva di Palma il Giovane, una Sacra Conversazione di Palma il Vecchio e una Madonna con il Bambino di Bernardo Strozzi. Contiene inoltre pregiati disegni attribuiti a Giovanni Bellini, Raffaello, Paolo Veronese, Tiziano, e Tintoretto.
La galleria d'arte è formata da venti stanze al secondo piano del palazzo che contiene anche mobili antichi e una vasta biblioteca pubblica, porcellane e strumenti musicali, oltre ad opere di artisti del XIV, XV, XVI, XVII e XVIII secolo.

## Storia

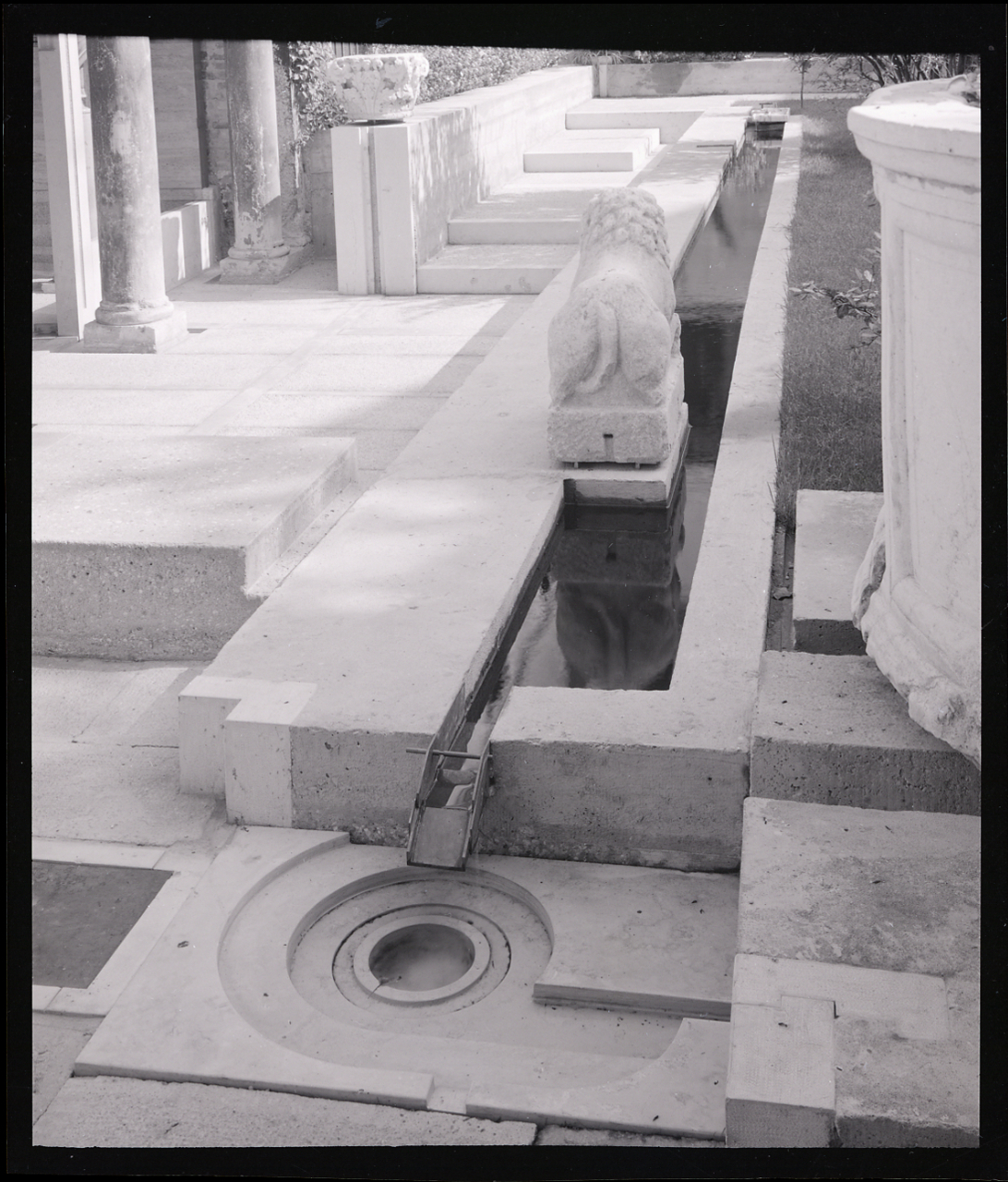
Fontana nel giardino progettato da Carlo Scarpa. Foto di Paolo Monti, 1963.

Il palazzo venne restaurato prima degli anni '60. Tra il 1961 e il 1963, Carlo Scarpa restaurò alcune parti dell'edificio, modificandone altre. Scarpa creò alcune isolette con l'aiuto di un nuovo sistema idrico. Ricreò un giardino all'interno del cortile con una fontana. Aggiunte successive (1993–2003) sono di Mario Botta. Il palazzo ospita anche la Fondazione Querini Stampalia, che sponsorizza un'importante biblioteca e numerose mostre di arte moderna.

## Collezione

### Dipinti
| Pittori                                               | Opera                                                                                       | Data       | Immagine |
| ----------------------------------------------------- | ------------------------------------------------------------------------------------------- | ---------- | -------- |
| Anonimo, copia da un'originale di Vincenzo Coronelli, | Pattinatori sulla laguna ghiacciata alle Fondamenta Nuove nel 1708                          |            |          |
| Giovanni Bellini                                      | Presentazione di Maria al Tempio                                                            |            |          |
| Giulio Carpioni                                       | Banchetto degli dei                                                                         |            |          |
| Annibale Carracci                                     | Autoritratto                                                                                |            |          |
| Bernardino Castelli                                   | Ritratto di Francesco Falier                                                                |            |          |
| Carlo Ceresa, modi di -                               | "Ritratto di una gentildonna"                                                               |            |          |
| Federico Cervelli                                     | Pan e Siringa                                                                               |            |          |
| Federico Cervelli                                     | Orfeo ed Euridice                                                                           |            |          |
| Federico Cervelli                                     | Guerriero con codice militare                                                               |            |          |
| Lorenzo di Credi                                      | " La Madonna con il Bambino e San Giovannino"                                               |            |          |
| Girolamo Forabosco                                    | "Ritratto di una gentildonna"                                                               |            |          |
| Nicoló Frangipane                                     | Baccanale                                                                                   |            |          |
| Matteo Ghidoni (Matteo dei Pitocchi)                  | Zuffa di contadini                                                                          |            |          |
| Matteo Ghidoni (Matteo dei Pitocchi)                  | Il medico ciarlatano                                                                        |            |          |
| Matteo Ghidoni (Matteo dei Pitocchi)                  | Festa campestre presso un castello                                                          |            |          |
| Matteo Ghidoni (Matteo dei Pitocchi)                  | Festa campestre presso una casa                                                             |            |          |
| Luca Giordano                                         | Leucippo e Democrito                                                                        |            |          |
| Giovan Battista Langetti                              | Diogene e Alessandro                                                                        |            |          |
| Pietro Longhi                                         | Il Ridotto                                                                                  | 1757-60    |          |
| Pietro Longhi                                         | La furlana                                                                                  | c. 1750-55 |          |
| Pietro Longhi                                         | La famiglia Sagredo                                                                         | c. 1752    |          |
| Pietro Longhi                                         | La lezione di geografia                                                                     | c. 1750-52 |          |
| Pietro Longhi                                         | I Sette Sacramenti                                                                          | 1755-57    |          |
| Pietro Longhi                                         | La frateria di Venezia                                                                      | 1761       |          |
| Pietro Longhi                                         | Le tentazioni di Sant'Antonio                                                               | 1761       |          |
| Pietro Longhi                                         | Il casotto del leone                                                                        | 1762       |          |
| Pietro Longhi                                         | La caccia in valle                                                                          | 1765-60    |          |
| Pietro Longhi                                         | La famiglia Michiel                                                                         | c. 1780    |          |
| Andrea Medulich (lo Schiavone)                        | Conversione di S. Paolo                                                                     |            |          |
| Bartolomeo Nazari                                     | Ritratto del Cardinale Angelo Maria Querini                                                 |            |          |
| Palma il Vecchio                                      | "Ritratto di Francesco Querini" e "Ritratto di Paola Priuli Querini"                        |            |          |
| Palma il Giovane                                      | Assunzione della Vergine (modelletto)                                                       |            |          |
| Palma il Giovane                                      | "Autoritratto"                                                                              |            |          |
| Marco Ricci                                           | Campagna romana con un laghetto                                                             |            |          |
| Marco Ricci " Paese rustico"                          |                                                                                             |            |          |
| Marco Ricci                                           | Temporale sulla valle del Piave                                                             |            |          |
| Francesco Rizzo da Santacroce                         | L'adorazione dei Magi                                                                       |            |          |
| Antonio Stom (attribuito)                             | La partenza del Bucintoro                                                                   | 1729       |          |
| Antonio Stom (attribuito)                             | La Guerra dei Pugni                                                                         |            |          |
| Matthias Stom                                         | Campo militare                                                                              |            |          |
| Bernardo Strozzi                                      | Madonna col Bambino                                                                         |            |          |
| Alessandro Varotari (Il Padovanino)                   | La Giustizia e la Pace                                                                      |            |          |
| Giambattista Tiepolo                                  | Ritratto di un Dolfin Procuratore e Generale del Mar(?)                                     |            |          |
| Michele Giambono (o Tiziano)                          | Allegoria della Giustizia e della Pace                                                      |            |          |
| Nicolò Cassana                                        | "Ritratto del doge Silvestro Valier" e "Ritratto della dogaressa Elisabetta Querini Valier" |            |          |
| Sebastiano Ricci                                      | Allegorie dell'Alba, del Meriggio e della Sera                                              | c.1698     |          |
| Pietro della Vecchia (Pietro Muttoni).                | Passeggiata, Concerto, Incontro e Congedo degli amanti                                      |            |          |

### Sculture
| Nome             | Immagine | Titolo                                                                                   | Data                  |
| ---------------- | -------- | ---------------------------------------------------------------------------------------- | --------------------- |
| Antonio Canova   |          | Piccolo modello originale in creta per la statua in marmo di Letizia, madre di Napoleone |                       |
| Giacomo Cassetti |          | Cardinal Angelo Maria Querini                                                            | tra il 1727 e il 1730 |
| Michele Fabris   |          | Un filosofo                                                                              | tra il 1674 e il 1681 |
| Michele Fabris   |          | Un filosofo, testa coperta                                                               | tra il 1674 e il 1681 |
| Michele Fabris   |          | San Giovanni Battista                                                                    | tra il 1674 e il 1681 |
| Michele Fabris   |          | Il giovane allievo                                                                       | tra il 1674 e il 1681 |
| Michele Fabris   |          | San Giovanni Evangelista                                                                 | tra il 1674 e il 1681 |
| Michele Fabris   |          | Un filosofo a spalle nude                                                                | tra il 1674 e il 1681 |
| Michele Fabris   |          | Un filosofo in copricapo                                                                 | tra il 1674 e il 1681 |